# Спрединг

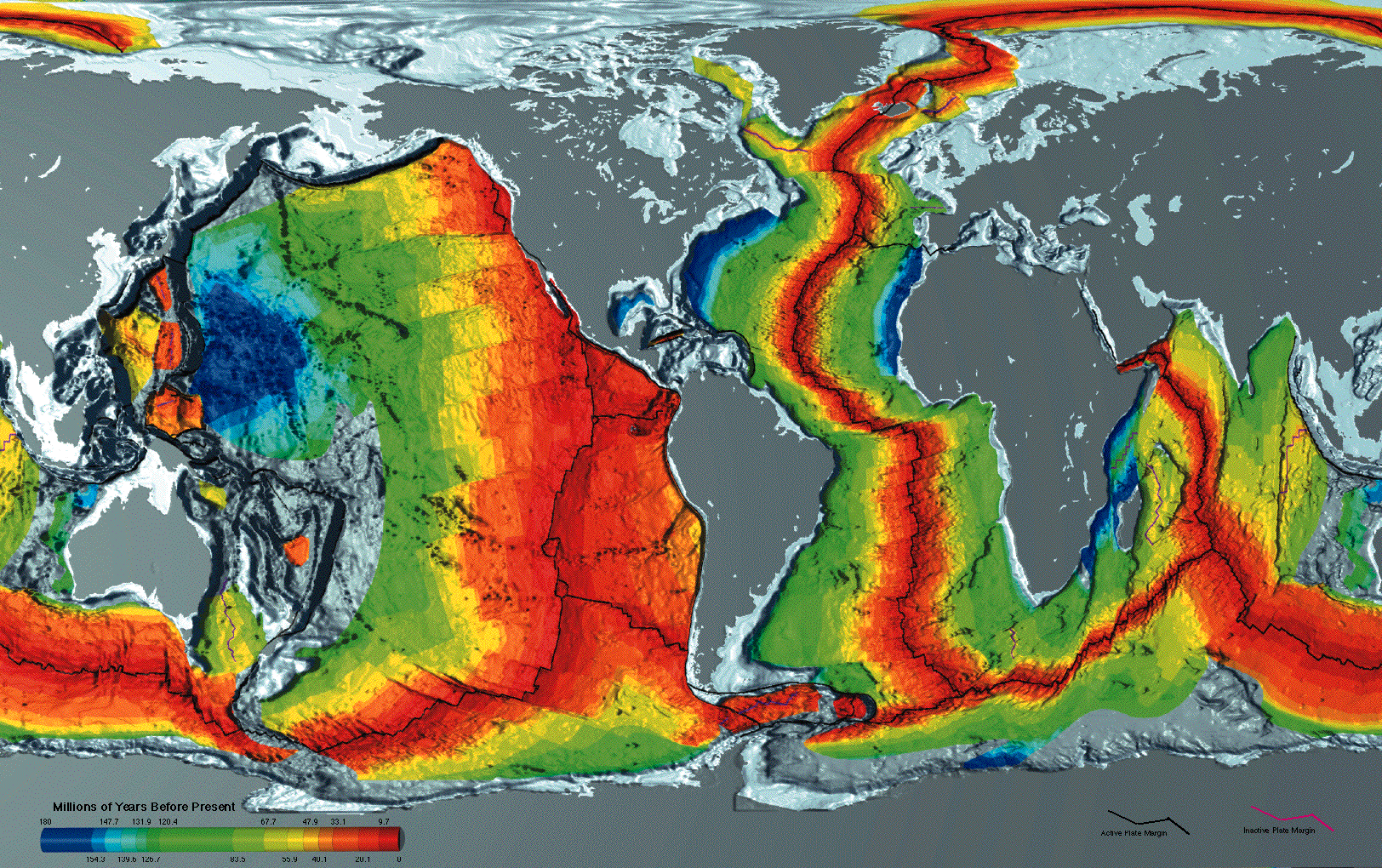
Возраст океанической коры. Самая молодая (обозначена красным) — вдоль центров спрединга

Спре́динг (англ. spreading от англ. spread — растягивать, расширять) — геодинамический процесс раздвигания жёстких литосферных плит под действием нагнетаемого снизу магматического расплава в области рифтов срединно-океанических хребтов.

## Описание
Процессы спрединга локализуются, главным образом, в пределах срединно-океанических хребтов и формируют океаническую кору, поэтому в этих районах она относительно молодая. Термин «спрединг морского дна» впервые был предложен Робертом Дитцем в 1961 году, а концепция спрединга морского дна была сформулирована Гарри Хессом и развита в работах Ксавье Ле Пишона в 1960-х годах. Экспериментально подтверждена в 1964—1965 годах во время 36-го рейса НИС «Витязь» к хребту Карлсберг и разлому Витязь в Индийском океане, под руководством Глеба Удинцева.